# FAST ACCESS
『FAST ACCESS』（ファースト・アクセス）は1993年2月25日にリリースされたaccessの1stアルバム。発売元はファンハウス。

## 概要
20.4万枚のセールスを記録し、オリコン最高位2位を獲得。accessの作品ではシングル、アルバムを通じて初のトップ10入りを果たした。
アルバムに向けて浅倉は「どういうアルバムにするかは考えず、１曲1曲作っていく」貴水は「お互いに出てくるものに興味があったから、アイディアはどんどん出していく」という姿勢で作っていった。
アルバムタイトルは「言葉通りの『速い』」「accessとして動き始めてから、色々な事が実現しているし、このアルバムに早く触れて、そこから僕たちのスピード感を感じてほしい」「『最初の』という意味の『FIRST』の響き」等の様々な意味を重ねている。
ダンサブルな楽曲主体だが、バラードでは4声のストリングスアレンジを施したりとジャンルはバラエティに凝った構成になっている。しかし、歌詞の世界観・コンセプトは統一するようにした。
コーラスは全て貴水が担当している。浅倉は「とんでもないメロディーを出しても、その場ですぐに歌えたのにはびっくりした」と語り、貴水は「自分でも『本来はコーラス向きの声ではないか?』と分かりかけてきた」と振り返っている。
初回限定版にはオールカラーブックレットが付属。2013年9月11日、ソニー・ミュージックダイレクトより全曲リマスタリング・Blu-spec CD2仕様で再発売された。

## 収録曲
| 全作詞: 貴水博之、全作曲・編曲: 浅倉大介。 |                                               |          |            |      |
| #                                          | タイトル                                      | 作詞     | 作曲・編曲 | 時間 |
| 1.                                         | 「SENSUAL GLIDE」                             | 貴水博之 | 浅倉大介   | 4:43 |
| 2.                                         | 「VIRGIN EMOTION」                            | 貴水博之 | 浅倉大介   | 4:22 |
| 3.                                         | 「PALE BLUE RAIN」                            | 貴水博之 | 浅倉大介   | 5:01 |
| 4.                                         | 「JEWELRY ANGEL (DEEP AXS MIX)」              | 貴水博之 | 浅倉大介   | 5:04 |
| 5.                                         | 「DISTANCE〜求め合うには遠すぎて〜」          | 貴水博之 | 浅倉大介   | 4:10 |
| 6.                                         | 「HOT CRUISING NIGHT (ORIGINAL AXS VERSION)」 | 貴水博之 | 浅倉大介   | 4:59 |
| 7.                                         | 「AGAINST THE RULES」                         | 貴水博之 | 浅倉大介   | 5:24 |
| 8.                                         | 「CAN-DEE GRAFFITI」                          | 貴水博之 | 浅倉大介   | 4:35 |
| 9.                                         | 「BE NUDE」                                   | 貴水博之 | 浅倉大介   | 4:47 |
| 10.                                        | 「PERFECT TIMING」                            | 貴水博之 | 浅倉大介   | 0:55 |
| 11.                                        | 「LOOK-A-HEAD」                               | 貴水博之 | 浅倉大介   | 5:57 |
| 合計時間:                                  | 合計時間:                                     | 49:57    |            |      |

## 楽曲解説
SENSUAL GLIDE
貴水の「空を飛びたい」というキーワードから、浅倉が本作のメロディを浮かべていった。
貴水は「『空を飛びたい』だけではつまらない」と思い、「男性の恋愛観」も同時に描いた。
PALE BLUE RAIN
ピアノのみで作曲した。メロディにストーリー性を持って、ストリングスアレンジが加わり温かくなっていくバラード。
貴水は「雨が降っている」「次への希望につながる失恋の歌」をテーマにした。
井上哲生が仮テイクとしてギターを弾いたら、それを浅倉が格好良く感じたために、そのまま使われた。
JEWELRY ANGEL (DEEP AXS MIX)
シングルバージョンより更に深く感じられる様に、迫力を重視した16ビートの厚みのある仕上がりにした。
DISTANCE〜求め合うには遠すぎて〜
ミドルテンポのバラード。
4パターン入っているギターは、1つは葛城の生演奏だがその他3つはシンセサイザー。浅倉は「如何に生っぽく聴かせるか」で打ち込みに苦労した。これは、「詞を書く時にある程度雰囲気を固めた方が、イメージが膨らむ」という浅倉の配慮でもある。
貴水は「雨が降っている」「叶わぬ恋愛をした男性の切なさ」をテーマにした。
HOT CRUISING NIGHT (ORIGINAL AXS VERSION)
1992年9月29日の浅倉のソロコンサートのリハーサルに向かう車の中で出来た曲。
貴水は「深夜放送をワクワクしながら聴いていた頃の気分」を歌詞に反映させた。
ニッポン放送『伊集院光のOh!デカナイト』オープニングテーマとして使用されたバージョンが先に発表され、その後音色・歌詞を変更したバージョンを本作に収録した。
木村由姫がシングル「HOT CRUISING NIGHT」にてカバーしている。
CAN-DEE GRAFFITI
浅倉は青春時代の心境に戻りながら作った。
貴水はキュートさを志向し、浅倉の笑い声を入れる位置と浅倉が担当する台詞も考えた。
PERFECT TIMING
浅倉の「何が起こるかわからないけど、何かが始まる。秒読みが始まっている」ことを表現したインストゥルメンタル。
次の「LOOK-A-HEAD」とつながっている。
LOOK-A-HEAD
貴水は「ファンのみんなと双方向で盛り上がりたい」というaccessのグループのテーマを込めた。
浅倉は「本来オープニングになりやすいエネルギッシュな曲だけど、敢えて最後にした」と語り、貴水は「ここから始まるから、続きはライブを見に来てください」という意味を込めた。

## 参加ミュージシャン・スタッフ
- プログラミング & キーボード：浅倉大介
- プログラミング：大里正毅
- ギター：葛城哲哉
- ギター：井上哲生
- レコーディング・エンジニア：大里正毅（Fun House）
- ミキシング・エンジニア：大里正毅（Fun House）
- マスタリング・エンジニア：Reiko Miyoshi、Keiko Ueda（Fun House）
- プロデューサー：井上哲生（Timemachine）
- プロデューサー：大里正毅（Fun House）
- A&R：石田隆之（Fun House）
- エグゼクティブ・プロデューサー：青木高貴（Timemachine）
- スーパーバイザー：原正志（Fun House）